# Тошма
Тошма — река в России, протекает по Переславскому району Ярославской области. Исток реки находится в 2,5 км к юго востоку от села Иванисово, Устье у села Филипповское. Длина реки — 43 км, площадь водосборного бассейна — 287 км², один крупный приток — слева в 4 км от устья — река Сотимка.

## Притоки
Впадают реки (км от устья)
- 1,5 км: река Нилка (Лампея)
- 6,8 км: река Речка[3]

## Данные водного реестра
По данным государственного водного реестра России относится к Окскому бассейновому округу, водохозяйственный участок реки — Нерль от истока и до устья, речной подбассейн реки — бассейны притоков Оки от Мокши до впадения в Волгу. Речной бассейн реки — Ока.
Код объекта в государственном водном реестре — 09010300812110000032265.